# Joan Spillane
Joan Spillane   (Glen Ridge, 31 de gener de 1943) és una nedadora estatunidenca, ja retirada, que va competir durant la dècada de 1950.
El 1960 va prendre part en els Jocs Olímpics d'Estiu de Roma, on disputà dues proves del programa de natació. Guanyà la medalla d'or en la prova dels 4x100 metres lliures, formant equip amb Shirley Stobs, Carolyn Wood i Chris von Saltza. En aquesta cursa va establir un rècord del món de la distància que va ser vigent durant quatre anys. També va disputar les sèries dels 4x100 metres estils, però no la final que l'equip estatunidenc guanyà, per la qual cosa no va rebre cap medalla. El 1959 guanyà una medalla d'or i dues de bronze als Jocs Panamericans de Chicago.
Va estudiar a la Universitat de Michigan.